# Bianca Fischer
Bianca Fischer (* 17. Februar 1949 in Lichtenfels) ist eine deutsche Juristin und Kommunalpolitikerin. Sie war erste Bürgermeisterin der Stadt Lichtenfels, Mitglied im Kreistag und im Kreisausschuss des Lichtenfelser Landkreises und am Bayerischen Verwaltungsgericht Bayreuth unter anderem als Richterin tätig.

## Leben
Nach ihrem Abitur am Meranier-Gymnasium im Jahre 1968 absolvierte Fischer ein Studium der Rechtswissenschaften an der Erlanger Friedrich-Alexander-Universität, das sie mit zwei Staatsexamen und einer Promotion zum Dr. jur. abschloss. Infolge arbeitete sie als juristische Staatsbeamtin am Institut für Staats- und Verwaltungsrecht derselben Universität, bei der Regierung von Oberfranken sowie am Landratsamt Hof. Anschließend war sie Lehrerin an der Beamtenfachhochschule Hof.
Ab 1991 übte Fischer eine Tätigkeit als Richterin am Bayerischen Verwaltungsgericht Bayreuth aus, ab 1998 hielt sie die Stelle als dessen Vizepräsidentin inne. Dort wie auch am Oberlandesgericht Bamberg ging sie einigen weiteren juristischen Aufgaben nach und hielt Vorlesungen an der Otto-Friedrich-Universität Bamberg.
Von 2002 bis 2014 war sie erste Bürgermeisterin der Stadt Lichtenfels. Sie saß in verschiedenen Zweckverbänden wie auch dem Verwaltungsrat der Sparkasse Coburg-Lichtenfels, dem Kreistag und dem Kreisausschuss des Landkreises Lichtenfels.
| Personendaten    | Personendaten                             |
| ---------------- | ----------------------------------------- |
| NAME             | Fischer, Bianca                           |
| KURZBESCHREIBUNG | deutsche Juristin und Kommunalpolitikerin |
| GEBURTSDATUM     | 17. Februar 1949                          |
| GEBURTSORT       | Lichtenfels                               |